# Фелікс Ісісола
Фелікс Ісісола Віллалобос (ісп. Félix Isisola Villalobos; нар. 5 травня 1964) — перуанський борець вільного та греко-римського стилів, чемпіон Південної Америки з вільної боротьби та триразовий чемпіон Південної Америки з греко-римської боротьби, срібний призер Панамериканського чемпіонату з вільної боротьби, учасник Олімпійських ігор у змаганнях з греко-римської боротьби.

## Життєпис
Боротьбою почав займатися з 1980 року.
Виступає за спортивний клуб Національної поліції. Тренер — Франциско Рамос.

## Спортивні результати на міжнародних змаганнях

### Виступи на Олімпіадах
| Змагання                    | Збірна | Вагова категорія                 | Місце |
| --------------------------- | ------ | -------------------------------- | ----- |
| Літні Олімпійські ігри 1996 | Перу   | греко-римська боротьба, до 82 кг | 17    |

### Виступи на Чемпіонатах світу
| Змагання                        | Збірна | Вагова категорія                 | Місце |
| ------------------------------- | ------ | -------------------------------- | ----- |
| Чемпіонат світу з боротьби 1987 | Перу   | греко-римська боротьба, до 82 кг | 17    |
| Чемпіонат світу з боротьби 1987 | Перу   | вільна боротьба, до 82 кг        | 15    |

### Виступи на Панамериканських чемпіонатах
| Змагання                                   | Збірна | Вагова категорія                 | Місце  |
| ------------------------------------------ | ------ | -------------------------------- | ------ |
| Панамериканський чемпіонат з боротьби 1984 | Перу   | греко-римська боротьба, до 82 кг | 5      |
| Панамериканський чемпіонат з боротьби 1986 | Перу   | греко-римська боротьба, до 82 кг | 4      |
| Панамериканський чемпіонат з боротьби 1986 | Перу   | вільна боротьба, до 82 кг        | 5      |
| Панамериканський чемпіонат з боротьби 1987 | Перу   | греко-римська боротьба, до 82 кг | 6      |
| Панамериканський чемпіонат з боротьби 1988 | Перу   | греко-римська боротьба, до 74 кг | 4      |
| Панамериканський чемпіонат з боротьби 1988 | Перу   | вільна боротьба, до 74 кг        | 5      |
| Панамериканський чемпіонат з боротьби 1994 | Перу   | греко-римська боротьба, до 82 кг | 5      |
| Панамериканський чемпіонат з боротьби 1994 | Перу   | вільна боротьба, до 82 кг        | Срібло |
| Панамериканський чемпіонат з боротьби 2000 | Перу   | греко-римська боротьба, до 85 кг | 10     |

### Виступи на Панамериканських іграх
| Змагання                  | Збірна | Вагова категорія                 | Місце |
| ------------------------- | ------ | -------------------------------- | ----- |
| Панамериканські ігри 1987 | Перу   | вільна боротьба, до 82 кг        | 7     |
| Панамериканські ігри 1987 | Перу   | греко-римська боротьба, до 82 кг | 6     |
| Панамериканські ігри 1995 | Перу   | греко-римська боротьба, до 82 кг | 5     |
| Панамериканські ігри 1995 | Перу   | вільна боротьба, до 82 кг        | 8     |
| Панамериканські ігри 1999 | Перу   | вільна боротьба, до 85 кг        | 4     |

### Виступи на Чемпіонатах Південної Америки
| Змагання                                    | Збірна | Вагова категорія                 | Місце  |
| ------------------------------------------- | ------ | -------------------------------- | ------ |
| Чемпіонат Південної Америки з боротьби 1985 | Перу   | греко-римська боротьба, до 82 кг | Срібло |
| Чемпіонат Південної Америки з боротьби 1985 | Перу   | вільна боротьба, до 82 кг        | Золото |
| Чемпіонат Південної Америки з боротьби 1990 | Перу   | греко-римська боротьба, до 82 кг | Золото |
| Чемпіонат Південної Америки з боротьби 1990 | Перу   | вільна боротьба, до 90 кг        | Срібло |
| Чемпіонат Південної Америки з боротьби 1992 | Перу   | греко-римська боротьба, до 82 кг | Золото |
| Чемпіонат Південної Америки з боротьби 1993 | Перу   | греко-римська боротьба, до 82 кг | Золото |

### Виступи на інших змаганнях
| Змагання                                                             | Збірна | Вагова категорія                 | Місце  |
| -------------------------------------------------------------------- | ------ | -------------------------------- | ------ |
| Панамериканський Олімпійський кваліфікаційний турнір з боротьби 1996 | Перу   | греко-римська боротьба, до 82 кг | Срібло |